# Милошевич, Звездан
Звездан Милошевич (босн. Zvezdan Milošević; род. 22 апреля 1964, Сараево) — югославский футболист и футбольный тренер.

## Карьера
Долгое время выступал за клуб «Железничар». В конце восьмидесятых переехал в Европу. Завершал свою карьеру Милошевич в клубах из низших лиг Швеции. В них же он начал свою тренерскую карьеру. Помимо работы в этой стране, специалист руководил командами из элитных лиг Черногории и Сербии.
В 2017 году Звездан Милошевич некоторое время занимал пост главного тренера литовской команды А Лиги «Утенис».